# 타라 스트롱
타라 스트롱(Tara Strong, 1973년 2월 12일 ~ )은 미국의 배우, 성우이다.

## 생애
타라 스트롱은 1973년 2월 12일에 온타리오우 주, 토론토에서 태어나고 그곳에서 자매인 말라 카렌도프와 함께 자랐다. 학교 연극에 단독 공연자로 지원하면서부터 배우 활동을 시작해, 이디시어 극장에서 이디시어를 발음대로 외워 연극을 했다. 그와 동시에 토론토 유대인 극장에서 활동하기도 했다. 13살에 미술 학교에 받아들여져 《더 뮤직 맨》의 그레이시 역을 맡았다.
1991년에 포레스트 힐 공립 고등학교를 졸업하고, 2년 동안 극장에서 연기를 공부했다. 1994년 1월 캐나다의 여자 배우인 니브 캠벨과 로스 앤젤레스로 이사해 함께 살았다. 둘은 파티 오브 파이브에서 같은 역의 오디션에 참가했고, 타라 스트롱은 로나 역을 맡았다. 1999년에 과거 배우 활동을 했던 크레이그 스트롱과 만나 2000년 5월 14일에 결혼하고, 두 아들을 낳았다. 현재는 성우 직업과 관련된 강의를 하는 보이스스타즈라는 인터넷 기반 회사를 운영하고 있다.

## 출연작

### TV 애니메이션
- 대니 팬텀 - 엠버 맥레인, 스타, 페넬롭 스펙트라
- 덕 다저스 - 오즈모
- 냠냠 챠우더 - 트러플리스
- 릴로 & 스티치 (TV시리즈) - 엔젤
- 야! 러그래츠 - 딜 피클즈
- 벤 10 - 벤 테니슨, 업그레이드, 켄 테니슨
- 샤먼킹 - 아사쿠라 요우(어린시절)
- 아바타 - 아앙의 전설 - 아줄라, 마이의 엄마
- 티미의 못말리는 수호천사 - 티미 터너
- 킴 파서블 - 타라, 조스 파서블, 브리티나
- 틴 타이탄 - 레이븐
- 패밀리 가이 - 맥 그리핀(노래)
- 파워 퍼프 걸 - 버블스
- 피니와 퍼브 - 엑스트라
- 마이 리틀 포니: 우정은 마법 - 트와일라잇 스파클
- 마이 리틀 포니: 이퀘스트리아 걸스 - 트와일라잇 스파클, 사이트와이, 미드나잇 스파클
- 마이 리틀 포니: 포니 라이프 - 트와일라잇 스파클
- 아기상어 올리와 윌리엄 - 부스터

### 극장용 애니메이션
- 101마리 강아지 2 : 패치의 런던 대모험 - 럭키, 페니
- 리로이 & 스티치 - 엔젤
- 볼트 - 추가 음성
- 아리스토캣 2 - 마리
- 인어공주 2 - 멜로디
- TMNT - 추가 음성
- 다이노 타임 - 줄리아
- 애니멀 크래커 - 탈리아
- 마이 리틀 포니: 더 무비 - 트와일라잇 스파클
- 마이 리틀 포니: 이퀘스트리아 걸스 스페셜 - 트와일라잇 스파클
- 배트맨 닌자 - 할리 퀸
- 틴 타이탄 고! 투 더 무비 - 레이븐

### 게임
- 블루 드래곤 - 클루크
- 슈렉 2 - 리틀 레드
- 잭 앤 댁스터 - 케이라
- 킹덤하츠 2 - 리쿠
- 레이지 - 엘리자베스
- 다크디셉션 - 리퍼널스, 닭 페니, 마마베어